# Dayah Blang Raleu
Dayah Blang Raleu is een bestuurslaag in het regentschap Bireuen van de provincie Atjeh, Indonesië. Dayah Blang Raleu telt 443 inwoners (volkstelling 2010).